# Municipio Padilla (Bolivien)
Das Municipio Padilla ist ein Verwaltungsbezirk im Departamento Chuquisaca im südamerikanischen Anden-Staat Bolivien. Das Municipio wurde gegründet als „San Miguel de la Laguna“ im Jahr 1583.

## Lage im Nahraum
Das Municipio Padilla ist eines von fünf Municipios der Provinz Tomina und umfasst deren östlichen Bereich. Es grenzt im Norden an die Provinz Belisario Boeto, im Nordwesten an das Municipio Tomina, im Westen an das Municipio Villa Alcalá, im Südwesten an das Municipio El Villar, im Süden an die Provinz Hernando Siles, im Osten an die Provinz Luis Calvo und im Nordosten an das Departamento Santa Cruz.
Das Municipio erstreckt sich etwa zwischen 19° 09' und 19° 40' südlicher Breite und 63° 57' und 64° 25' westlicher Länge, seine Ausdehnung von Westen nach Osten beträgt bis zu 40 Kilometer, von Norden nach Süden bis zu 55 Kilometer.
Das Municipio umfasst 130 Gemeinden (localidades), der zentrale Ort des Municipios ist die Stadt Padilla mit 3314 Einwohnern (Volkszählung 2012) im westlichen Teil des Municipios.

## Geographie
Das Municipio Padilla liegt im Übergangsbereich zwischen der Anden-Gebirgskette der Cordillera Central und dem bolivianischen Tiefland.
Die mittlere Durchschnittstemperatur der Region liegt bei etwa 18 °C (siehe Klimadiagramm Padilla) und schwankt nur unwesentlich zwischen knapp 15 °C im Juni und Juli und knapp 20 °C von November bis Januar. Der Jahresniederschlag beträgt etwa 650 mm, bei einer ausgeprägten Trockenzeit von Mai bis August mit Monatsniederschlägen unter 10 mm und einer Feuchtezeit von Dezember bis Februar mit 110 bis 120 mm Monatsniederschlag.

## Bevölkerung
Die Bevölkerungszahl ist zwischen 1992 und 2024 auf weniger als zwei Drittel zurückgegangen:
| Jahr | Einwohner | Quelle       |
| ---- | --------- | ------------ |
| 1992 | 13.086    | Volkszählung |
| 2001 | 12.562    | Volkszählung |
| 2012 | 10.162    | Volkszählung |
| 2024 | 7.542     | Volkszählung |

Die Bevölkerungsdichte bei der letzten Volkszählung von 2012 betrug 4,66 Einwohner/km², der Alphabetisierungsgrad bei den über 6-Jährigen lag 2001 bei 69,8 Prozent. Die Lebenserwartung der Neugeborenen betrug 61,7 Jahre, die Säuglingssterblichkeit war von 9,5 Prozent (1992) auf 7,4 Prozent im Jahr 2001 zurückgegangen.
97,9 Prozent der Bevölkerung sprechen Spanisch, 20,3 Prozent sprechen Quechua, und 0,1 Prozent sprechen Aymara. (2001)
75,4 Prozent der Bevölkerung haben keinen Zugang zu Elektrizität, 70,5 Prozent leben ohne sanitäre Einrichtung (2001).
73,8 Prozent der 2.775 Haushalte besitzen ein Radio, 17,2 Prozent einen Fernseher, 22,8 Prozent ein Fahrrad, 0,9 Prozent ein Motorrad, 3,2 Prozent ein Auto, 8,5 Prozent einen Kühlschrank, und 0,4 Prozent ein Telefon. (2001)

## Politik
Ergebnis der Regionalwahlen (concejales del municipio) vom 4. April 2010:
| Wahl- berechtigte |  | Wahl- beteiligung | gültige Stimmen |  | MAS-IPSP | LIDER  |
| ----------------- |  | ----------------- | --------------- |  | -------- | ------ |
| 4.768             |  | 4.217             | 3.469           |  | 2.417    | 1.052  |
|                   |  | 88,4 %            | 82,3 %          |  | 69,7 %   | 30,3 % |

Ergebnis der Regionalwahlen (elecciones de autoridades políticas) vom 7. März 2021:
| Wahl- berechtigte |  | Wahl- beteiligung | gültige Stimmen |  | MAS-IPSP | CST     | UNIDOS | C-A    | MNR    | BSTH   |
| ----------------- |  | ----------------- | --------------- |  | -------- | ------- | ------ | ------ | ------ | ------ |
| 6.234             |  | 5.368             | 6.234           |  | 2.772    | 1.464   | 175    | 85     | 71     | 70     |
|                   |  | 86,11 %           | 86,38 %         |  | 59,78 %  | 31,57 % | 3,77 % | 1,83 % | 1,53 % | 1,51 % |

## Gliederung
Das Municipio Padilla besteht nur aus dem Kanton (cantón) Padilla und untergliedert sich in die folgenden Subkantone (vicecantones):
- Vicecantón Cañon Yerba Buena - 2 Gemeinden - 141 Einwohner (2001)
- Vicecantón Chajra Mayu - 1 Gemeinde - 187 Einwohner
- Vicecantón Chaujral - 2 Gemeinden - 107 Einwohner
- Vicecantón Chincana - 1 Gemeinde - 100 Einwohner
- Vicecantón Ck'Asca Orcko - 1 Gemeinde - 3 Einwohner
- Vicecantón Comunidad Astillero - 1 Gemeinde - 180 Einwohner
- Vicecantón Comunidad Campo Redondo - 1 Gemeinde - 399 Einwohner
- Vicecantón Comunidad Corey - 1 Gemeinde - 150 Einwohner
- Vicecantón Comunidad El Rosal - 1 Gemeinde - 249 Einwohner
- Vicecantón Comunidad Huayra Huasi - 2 Gemeinden - 136 Einwohner
- Vicecantón Comunidad Ivicuite - 1 Gemeinde - 103 Einwohner
- Vicecantón Comunidad Molle Pampa - 1 Gemeinde - 105 Einwohner
- Vicecantón Comunidad Pedernal - 6 Gemeinden - 174 Einwohner
- Vicecantón Comunidad Pili Pili Alto - 1 Gemeinde - 196 Einwohner
- Vicecantón Comunidad Punilla - 2 Gemeinden - 194 Einwohner
- Vicecantón Cruz Loma - 1 Gemeinde - 153 Einwohner
- Vicecantón El Cerro - 1 Gemeinde - 163 Einwohner
- Vicecantón El Tabacal - 8 Gemeinden - 406 Einwohner
- Vicecantón Fuerte Pampa - 2 Gemeinden - 138 Einwohner
- Vicecantón Khaka Huasi - 2 Gemeinden - 146 Einwohner
- Vicecantón La Belleza - 5 Gemeinden - 123 Einwohner
- Vicecantón La Cienega - 3 Gemeinden - 304 Einwohner
- Vicecantón La Fajcha - 2 Gemeinden - 116 Einwohner
- Vicecantón La Seja - 4 Gemeinden - 52 Einwohner
- Vicecantón Lampacillos - 8 Gemeinden - 387 Einwohner
- Vicecantón Lampazos - 1 Gemeinde - 112 Einwohner
- Vicecantón Las Casas - 1 Gemeinde - 212 Einwohner
- Vicecantón Leuque Pampa - 1 Gemeinden - 219 Einwohner
- Vicecantón Llantoj (Pincal) - 6 Gemeinden - 212 Einwohner
- Vicecantón Millo Khaka - 4 Gemeinden - 160 Einwohner
- Vicecantón Mojotorillo - 4 Gemeinden - 314 Einwohner
- Vicecantón Monte Canto - 1 Gemeinde - 100 Einwohner
- Vicecantón Naranjal - 1 Gemeinde - 142 Einwohner
- Vicecantón Oveja Cancha - 1 Gemeinde - 255 Einwohner
- Vicecantón Padilla - 1 Gemeinde - 2714 Einwohner
- Vicecantón Pampas Areas - 2 Gemeinden - 210 Einwohner
- Vicecantón Pampas San Isidro - 1 Gemeinde - 71 Einwohner
- Vicecantón Pasaraya - 1 Gemeinde - 62 Einwohner
- Vicecantón Peña Blanca - 1 Gemeinde - 40 Einwohner
- Vicecantón Pili Pili Bajo - 1 Gemeinde - 179 Einwohner
- Vicecantón Pili Pilicito - 1 Gemeinde - 28 Einwohner
- Vicecantón Pilipilicito Ckaska Orko - 2 Gemeinden - 117 Einwohner
- Vicecantón Pilluiqui - 2 Gemeinden - 75 Einwohner
- Vicecantón Pucarillo - 4 Gemeinden - 99 Einwohner
- Vicecantón Recalde - 2 Gemeinden - 206 Einwohner
- Vicecantón Río Acero - 2 Gemeinden - 57 Einwohner
- Vicecantón San Isidro - 1 Gemeinde - 32 Einwohner
- Vicecantón San José - 1 Gemeinde - 213 Einwohner
- Vicecantón San Julian Alto - 3 Gemeinden - 241 Einwohner
- Vicecantón San Julian Bajo - 1 Gemeinde - 143 Einwohner
- Vicecantón San Mauro - 1 Gemeinde - 144 Einwohner
- Vicecantón Sillani - 3 Gemeinden - 268 Einwohner
- Vicecantón Tapial - 4 Gemeinden - 229 Einwohner
- Vicecantón Thaco Thaco - 1 Gemeinde - 59 Einwohner
- Vicecantón Thiyumayu - 1 Gemeinde - 505 Einwohner
- Vicecantón Thula K'Asa - 5 Gemeinden - 306 Einwohner
- Vicecantón Thuru Pampa - 1 Gemeinde - 98 Einwohner
- Vicecantón Tola Orcko - 1 Gemeinde - 145 Einwohner
- Vicecantón Tres Pozas - 4 Gemeinden - 98 Einwohner
- Vicecantón Virqui Pampa - 3 Gemeinden - 87 Einwohner

## Ortschaften im Municipio Padilla
- Padilla 3314 Einw.